# Tabanus rockefelleri
Tabanus rockefelleri är en tvåvingeart som beskrevs av Philip 1954. Tabanus rockefelleri ingår i släktet Tabanus och familjen bromsar. Inga underarter finns listade i Catalogue of Life.